# 贲门失弛缓症
食道贲门失弛缓症（英語：Esophageal achalasia），常简称为贲门失弛缓症，或失弛缓症（Achalasia），又稱為食道弛緩不能症，是一种罕见的疾病，当平滑肌纤维不能松弛，可导致食道下括约肌保持闭合，食物无法顺利通过而滞留，便会导致贲门失弛缓症。失弛缓症可能发生在胃肠道的各个部位； 例如先天性巨结肠。下食道括约肌是食道和胃之间的肌肉，当食物进入时它会打开，它会关闭以避免胃酸回流。尚未完全了解该疾病的成因，风险因素也是未知。

## 诊断
由于症状相似，贲门失弛缓症可能被误认为是更常见的疾病，如胃食管反流病（GERD）、裂孔疝，甚至心身疾病。贲门失弛缓症的具体测试是吞钡和食道测压。此外，通常可用食道、胃和十二指肠的内视镜检（上消化道内视镜）以及超声内镜以排除癌症的可能性。尽管食道内部组织在内窥镜检查中通常看起来正常，但当内窥镜通过非松弛的食管下括约肌时可能会观察到「砰砰」声，并且在食道下括约肌上方可能会发现食物残渣。

## 治疗
舌下含服硝苯地平可显著改善 75% 轻度或中度疾病患者的症状。传统上认为，手术肌切开术比肉毒杆菌毒素或扩张术对医疗管理失败的人提供更大的益处。然而，最近的一项随机对照试验发现气球扩张术并不劣于腹腔镜海勒氏贲门肌肉切开术。

## 外部连结
- 中的“贲门失弛缓症”
- U.S. Society for Surgery of the Alimentary Tract - Achalasia treatment guidelines
- YouTube上的Radiology of Achalasia